# Castello di Spøttrup
Il castello di Spøttrup, costruito nel 1520 per volere del vescovo di Viborg, è una fortificazione situata in Danimarca, nella regione di Viborg, a pochi chilometri dalla cittadina di Skive.

## Storia
Costruito nel 1520 per volere del vescovo di Viborg Jørgen Friis, il castello di Spøttrup è addirittura stato adibito, per un certo periodo, a fattoria. In seguito alla riforma di Lutero, si crearono dei dissapori fra la società aristocratica e i borghesi, cioè i "nuovi ricchi". Nel 1523, il re di Danimarca Cristiano II, che era a favore dei borghesi, fu deposto dai nobili.
Re Cristiano II di Danimarca

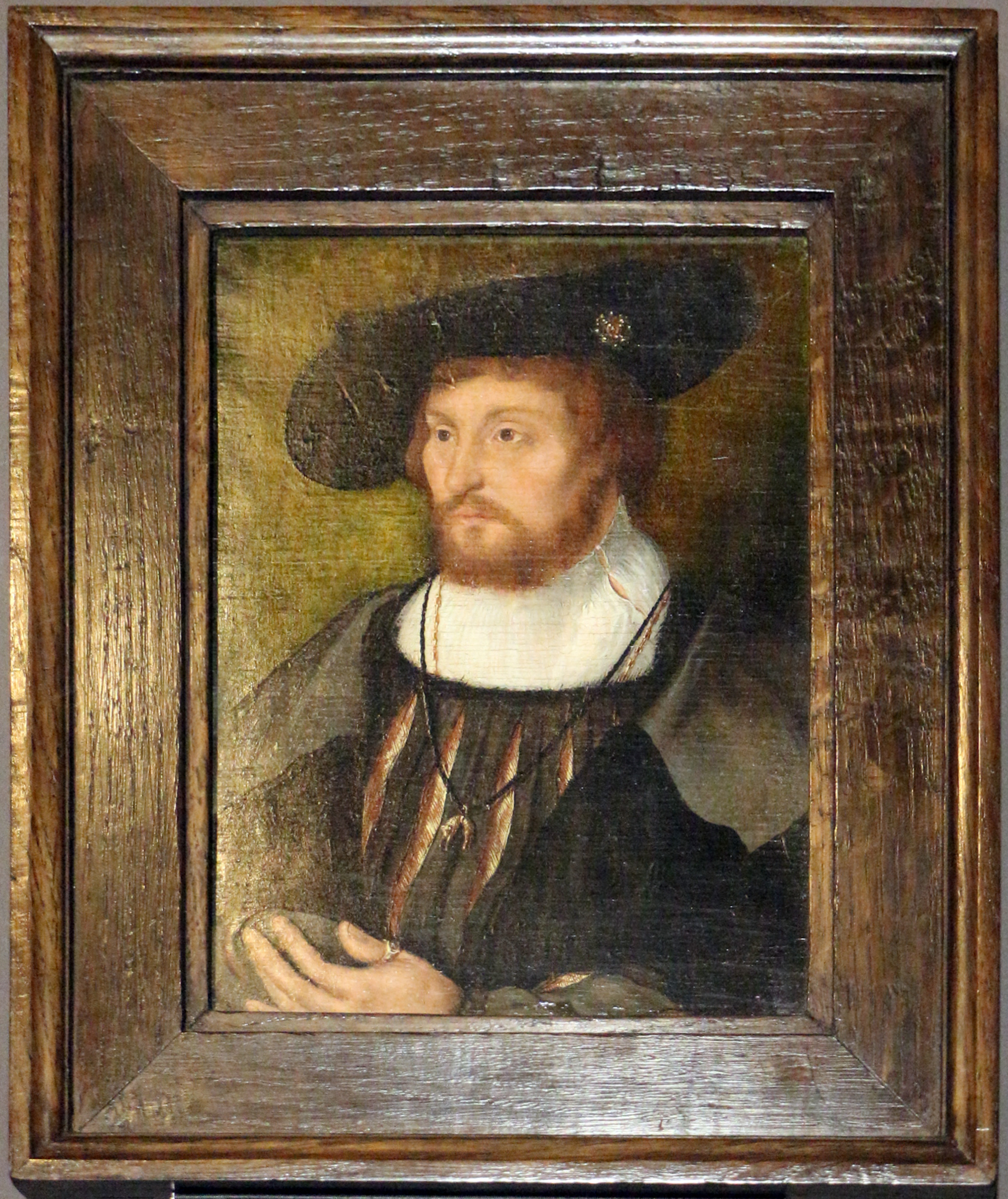

Al suo posto, nel 1524, fu eletto re Cristiano III. Il nuovo re riuscì a ribaltare la situazione del Paese 
con una mossa molto intelligente. Schierandosi dalla loro parte, ottenne il favore dei nobili.  Grazie all'appoggio di questi ultimi, riuscì ad introdurre in Danimarca la Riforma, confiscato alla chiesa numerosi beni, fra cui il Castello di Spøttrup.

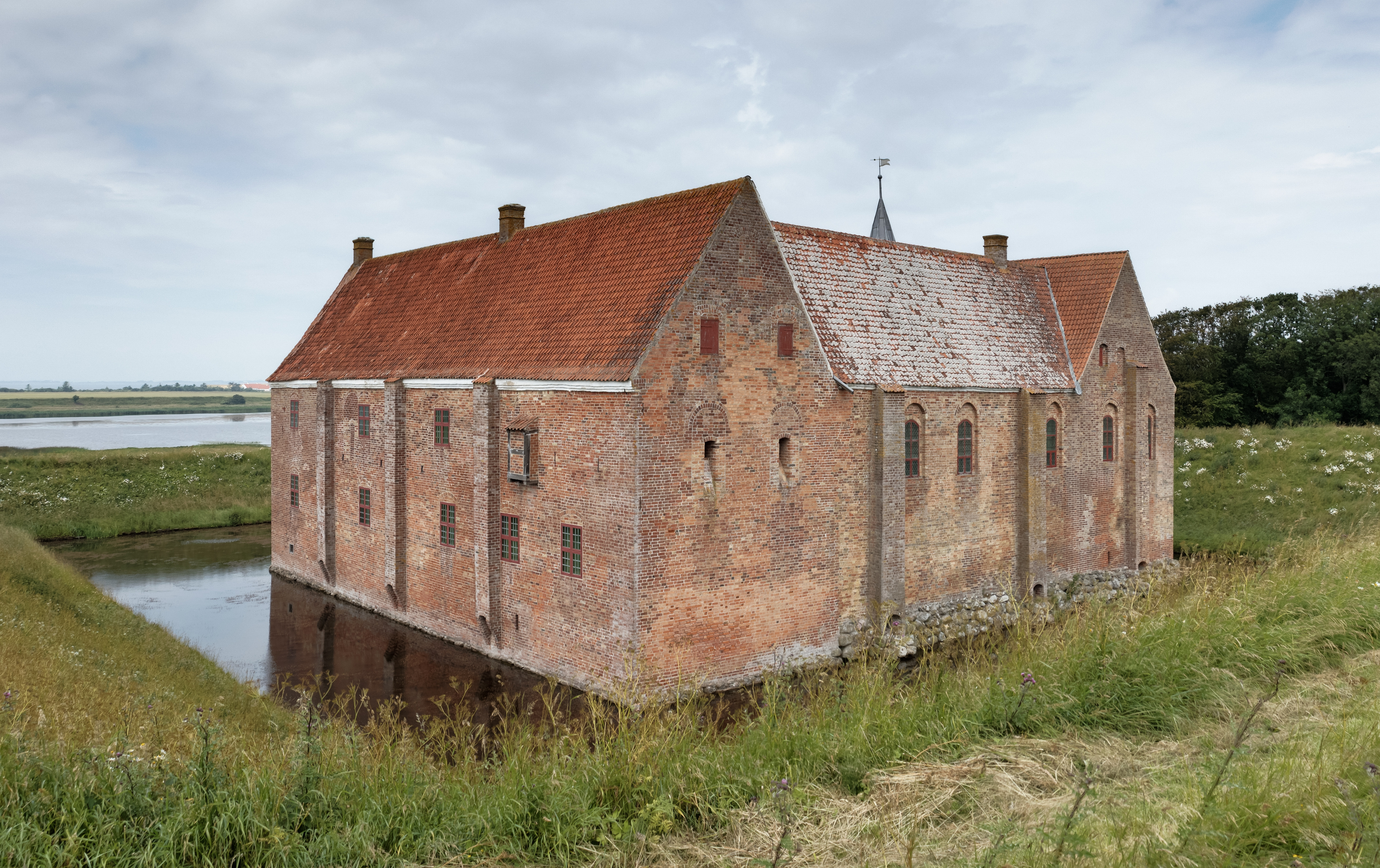

L'aspetto di Spøttrup rimanda proprio alla stalla di una fattoria
Successivamente, re Cristiano III affidò la gestione di Spøttrup al suo consigliere Henrik Below, che lo trasformò in una fattoria. Oggi il castello è aperto al pubblico ed ospita alcuni musei.

## Architettura
Questo castello, in tipico stile scandinavo, è da molti considerato una struttura difensiva, ma, solo il fossato può essere considerato un elemento "di difesa". In realtà, il castello doveva essere adibito a palazzi residenziale. La struttura del castello è tipica per grandi castelli medioevali e rinascimentali. Il tempo di costruzione è nella transizione del gotico al Rinascimento. Il portale d'accesso è ancora gotico, mentre più parti sono già rinascimentali, specialmente le volte.